# Canoas Sport Club (volley-ball masculin)
Cet article traite de la section volley-ball. Pour l'article sur la section football, voir Universidade Sport Club.
Le Canoas Sport Club est un club brésilien de volley-ball masculin basé à Canoas, qui a évolué au plus haut niveau national (Superliga). Le club est une section du club omnisports du même nom anciennement nommé Sport Club Ulbra.

## Palmarès
- Championnat du Brésil : 1998, 1999, 2003

## Effectif de la saison en cours
Entraîneur : Roberto Tietz  Brésil
| Numéro | Nom                                  | Taille | Nationalité | Poste |
| 1      | Raphael Thiago DE OLIVEIRA           | 1,96   | Brésil      | R/A   |
| 2      | Marcos Vinicius DE SOUZA LEAL ACACIO | 2,06   | Brésil      | C     |
| 3      | Rafael MARTINS DE ALMEIDA            | 1,82   | Brésil      | P     |
| 4      | Everaldo LUCENA DA SILVA             | 1,94   | Brésil      | P     |
| 5      | Piotr GABRYCH                        | 1,98   | Pologne     | R/A   |
| 6      | Tiago SAUNDERS COSTA                 | 2,01   | Brésil      | C     |
| 7      | Mario DA SILVA PEDREIRA JUNIOR       | 1,93   | Brésil      | L     |
| 8      | Fabio Luiz MALACHIAS PAES            | 1,93   | Brésil      | L     |
| 9      | Rodrigo DE GENNARO LEME              | 1,84   | Brésil      | P     |
| 10     | Anderson GIACOMINI MENEZES           | 1,92   | Brésil      | A     |
| 11     | Leonardo LIMA HORVATH MELLO          | 1,98   | Brésil      | A     |
| 12     | Marcus Vinicius DE ALMEIDA JUBE      | 1,97   | Brésil      | A     |
| 13     | Gilson ALVES BERNARDO                | 1,95   | Brésil      | A     |
| 14     | Flavio Silvério DE CASTRO            | 2,01   | Brésil      | C     |
| 15     | Ildnei BERNARDES DE OLIVEIRA         | 1,94   | Brésil      | C     |
| 16     | Jeronimo Anibal BIDEGAIN             | 2,00   | Argentine   | C     |
| 17     | Lucas SAATKAMP                       | 2,09   | Brésil      | C     |
| 18     | Paulo Marcelo FERREIRA               | 1,90   | Brésil      | R/A   |

## Joueurs majeurs
- Douglas Chiarotti  Brésil (central, 2,02 m)
- Murilo Endrés  Brésil (réceptionneur-attaquant, 1,95 m)
- Vladimir Grbic  Serbie-et-Monténégro (réceptionneur-attaquant, 1,93 m)